# Pieni-Lahnanen (sjö i Suomussalmi, Kajanaland)
Pieni-Lahnanen är en sjö i kommunen Suomussalmi i landskapet Kajanaland i Finland. Den är 2,1 meter djup. Arean är 42 hektar och strandlinjen är 3,26 kilometer lång. Sjön  ingår i Uleälvens huvudavrinningsområde.   Den ligger omkring 82 kilometer nordöst om Kajana och omkring 550 kilometer norr om Helsingfors. 